# 大平鳞毛蕨
大平鳞毛蕨（学名：Dryopteris bodinieri）为鳞毛蕨科鳞毛蕨属下的一个种。